# Chłodzenie ablacyjne
Ablacyjna warstwa – stosowana jest w celu ochrony korpusu statków kosmicznych i rakiet przed nadmiernym nagrzewaniem aerodynamicznym. Podczas hamowania w atmosferze warstwa ta ulega częściowemu zniszczeniu i odpadnięciu.
Warstwa ablacyjna to powłoka termoodpornych polimerów wzmocnionych włóknami szklanymi oraz węglowymi, która w wyniku działania wysokiej temperatury zamienia się w porowatą warstwę o niskiej przewodności cieplnej.